# Paola Tagliabue
Pour les articles homonymes, voir Tagliabue.
Paola Tagliabue (née le 7 novembre 1976 à Côme, en Lombardie) est une championne du monde italienne de plongée en apnée.

## Biographie
Tagliabue appartient au Tresse Diving Club de Saronno et elle est également membre de l'équipe nationale italienne. En 2005, à « Blue 2005 », la plus importante convention mondiale de plongée en apnée, elle publie un ouvrage sur l'acide lactique chez les plongeurs libres. En 2006, Tagliabue est devenu la champion du monde en apnée dynamique en apnée avec une plongée de 152,77 mètres, un record du monde CMAS. En juin 2007, elle a remporté le championnat italien, établissant un nouveau record avec une plongée de 156,55 mètres. En mars 2008, elle a remporté le premier championnat de printemps italien en apnée dynamique sans palmes avec une plongée de 87,70 mètres, un record italien.